# 格闘飛龍 方世玉
『格闘飛龍 方世玉』（かくとうひりゅうほうせいぎょく、原題：方世玉）は、ジェット・リーが伝説的な格闘家である方世玉の若き日々を演じた1993年のカンフー映画。
ジェット・リーの後継者といわれるチウ・マンチェクのデビュー作であり、数少ない共演作である。また、この映画は金庸を原作者に挙げていないが、陳家洛が登場するなど『書剣恩仇録』の外伝的作品となっている。ビデオ邦題は『レジェンド・オブ・フラッシュ・ファイター 格闘飛龍』、DVD邦題は『レジェンド・オブ・フラッシュ・ファイター 格闘飛龍 方世玉』。
同年に続編『電光飛龍 方世玉2』（でんこうひりゅう ほうせいぎょく2、原題：方世玉続集）も製作されており、ここではその続編についても説明する。

## キャスト
| 役名                         | 俳優                           | 日本語吹替 | 日本語吹替 |
| 役名                         | 俳優                           | DVD版      | VHS版      |
| ---------------------------- | ------------------------------ | ---------- | ---------- |
| フォン・サイヨ（方世玉）     | ジェット・リー（李連杰）       | 川本克彦   | 池田秀一   |
| ミウ・チョイファー（苗翠花） | ジョセフィン・シャオ（蕭芳芳） | 高島雅羅   | 一城みゆ希 |
| ティンティン                 | ミッシェル・リー（李嘉欣）     | 冬馬由美   |            |
| ロイフー（雷虎）             | チェン・ソンヨン（陳松勇）     | 宝亀克寿   |            |
| フォン（方）                 | チュウ・コン（朱江）           | 石井隆夫   |            |
| ガウムン提督（九門提督）     | チウ・マンチェク（趙文卓）     | 青山穣     |            |
| レイ・シウワン（李小環）     | シベール・フー（胡慧中）       | 水落幸子   |            |
| マグー（麻茹）               | 陳龍                           | 遠藤純一   |            |
| チャン・ガーロ（陳家洛）     | アダム・チェン（鄭少秋）       | 加藤亮夫   |            |

## スタッフ
- 監督：ユン・ケイ
- 製作：ジェット・リー
- 脚本：ジェフ・ラウ、チャン・キンチョン
- 撮影：ジングル・マ
- 演出：ユン・ケイ、ユエン・タク（武術指導）
- 音楽：ジェームズ・ウォン、ロメオ・ディアズ（英語版）
- 主題歌：ジャッキー・チュン（張学友）
- 挿入歌：アダム・チェン（鄭少秋）

## 電光飛龍 方世玉2
日本では続編である本作が先に劇場公開・ビデオリリースされた。ビデオ邦題は『レジェンド・オブ・フラッシュ・ファイター 電光飛龍』、DVD邦題は『レジェンド・オブ・フラッシュ・ファイター 電光飛龍 方世玉2』。

### キャスト
| 役名                         | 俳優                           | 日本語吹替   | 日本語吹替 |
| 役名                         | 俳優                           | DVD版        | VHS版      |
| ---------------------------- | ------------------------------ | ------------ | ---------- |
| フォン・サイヨ（方世玉）     | ジェット・リー（李連杰）       | 川本克彦     | 池田秀一   |
| ミウ・チョイファー（苗翠花） | ジョセフィン・シャオ（蕭芳芳） | 高島雅羅     | 一城みゆ希 |
| ティンティン                 | ミッシェル・リー（李嘉欣）     | 冬馬由美     |            |
| チャン・ガーロ（陳家洛）     | アダム・チェン（鄭少秋）       | 加藤亮夫     |            |
| レイ・ゴッボン（李國邦）     | ユン・ケイ（元奎）             | 竹田雅則     |            |
| ウー（宇鎮海）               | チー・チュンホワ（計春華）     | 谷昌樹       |            |
| オンイー（安児）             | エイミー・クォク（郭藹明）     | たかはし智秋 |            |
| マグー（麻茹）               | チェン・ロン（陳龍）           | 遠藤純一     |            |

### スタッフ
- 監督：ユン・ケイ
- 製作：ジェット・リー
- 脚本：ジェフ・ラウ、チャン・キンチョン
- 撮影：リー・ピンビン
- 演出：ユン・ケイ、ユエン・タク（武術指導）
- 音楽：ローウェル・ロー